# Spielbank Warnemünde

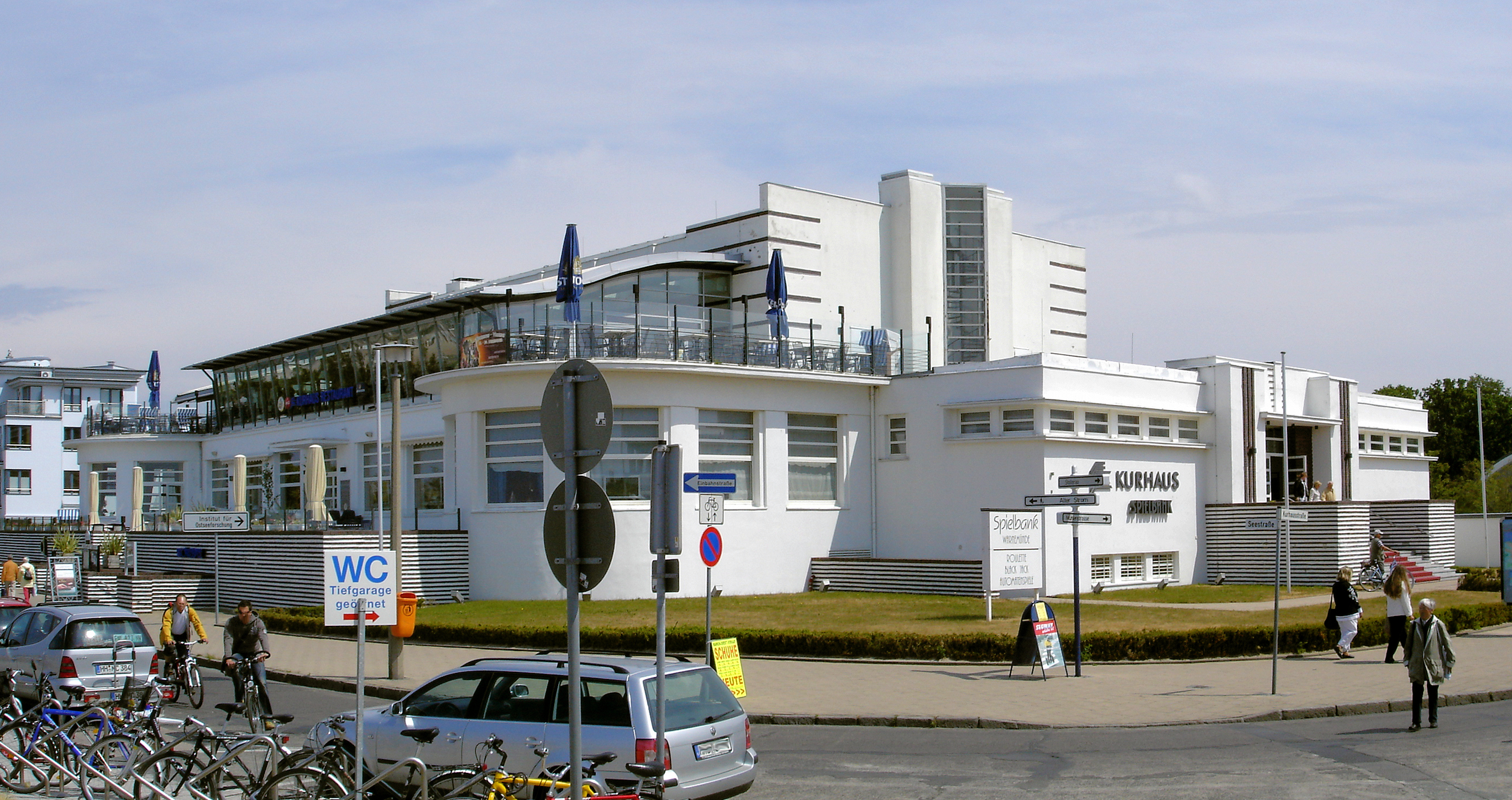
Kurhaus mit Spielbank (2008)

Die Spielbank Warnemünde gehörte zur Spielbankgesellschaft Mecklenburg, die einen weiteren Standort in der Landeshauptstadt Schwerin betrieb. Die zwei Häuser wurden auch als Spielbanken Mecklenburg bezeichnet. Die Spielbank war im Kurhaus des Rostocker Ortsteils Warnemünde untergebracht. Das Kurhaus liegt an der Strandpromenade des Seebads. Eröffnet wurde sie am 6. August 1998. Die Spielbank Warnemünde war eine von insgesamt fünf Spielbanken in Mecklenburg-Vorpommern. 2013 musste der Betrieb eingestellt werden.

## Kurhaus
Mit dem Bau des Kurhauses Warnemünde wurde bereits 1914 begonnen. Kriegsbedingt erfolgte die Fertigstellung und Eröffnung erst im Mai 1928 mit Restaurant und Cafebetrieb. Während des Zweiten Weltkriegs wurden im Keller Munitionsteile gefertigt. Das Kurhaus überstand die Bombenangriffe des Krieges dank einer Abtarnung ohne größere Schäden. Zu DDR-Zeiten diente das Kurhaus als Veranstaltungs- und Kongress-Center.
Von 1996 bis 1998 erfolgten umfangreiche Sanierungen. Die Umbauten berücksichtigten neue Nutzungskonzepte. Es entstand eine Diskothek und Tanzbar im Untergeschoss, ein Aufbau für den Küchenbereich an der Ostfassade, sowie die Voraussetzungen für den Betrieb einer Spielbank mit Kleinem (Automaten) und Großem (klassischem) Spiel.

## Spielbank
Vor der Schließung stand für Veranstaltungen und große Pokerturniere der große Veranstaltungssaal des Kurhauses zur Verfügung. Im Klassischen Spiel existierten Tische für Black Jack, Roulette und Poker, beim Automatenspiel gab es diverse Jackpots. In beiden Räumen war jeweils eine Casinobar vorhanden. Die Spielbank Warnemünde spielte jahrelang eine wichtige Rolle für den Tourismus in der Region Rostock. Am 5. August 2013 stellten die Spielbanken Warnemünde und Schwerin ihren Betrieb ein. Grund dafür waren die geringen Umsätze im einkommensschwachen Mecklenburg und die nach Meinung der Spielbank zu hohen Abgaben an das Land.